# Hawker Hart
Die Hawker Hart war ein britisches Doppeldecker-Kampfflugzeug der 1930er-Jahre.

## Geschichte
Das Modell basierte auf der Spezifikation 12/26 des britischen Luftfahrtministeriums, die einen Bomber in Ganzmetallausführung mit der bisher unerreichten Höchstgeschwindigkeit von 257 km/h vorsah. Diese Leistung wurde durch eine Kombination des erstklassigen Flugwerks mit dem F.XIB-V-12-Motor von Rolls-Royce erreicht. Der Prototyp mit der RAF-Seriennummer J9052 und Fl.Lt. P.W.S. Bulman am Steuer flog erstmals im Juni 1928. Die Indienststellung fand im Januar 1930 bei der No. 33 Squadron der Royal Air Force in Eastchurch statt.
Aufgrund ihrer Geschwindigkeit wurde die Hart vorübergehend auch als Jagdflugzeug bei der No. 23 (Fighter) Squadron verwendet. Nach den Erfahrungen dieser Einheit mit dem „Hart Two-Seat Fighter“ sollte eine verbesserte Spezialkampfausführung entwickelt werden. Das Ergebnis war die Demon, die sich von der Hart vor allem durch eine neue Ausführung des Rolls-Royce-Kestrel-Motors, ein verändertes hinteres Cockpit mit einem besseren Schussfeld, den Einbau einer Funkanlage und bei einigen späteren Serienmaschinen durch ein Heckrad anstelle des Hecksporns unterschied. Hawker baute für die RAF 234 sowie für die RAAF 54 Demon. Zusätzlich entstand in einer Serie von zehn Maschinen mit Doppelsteuerung und Zielschleppvorrichtung noch eine Schulausführung mit der Bezeichnung „Mk II“.
Von der Hart entstanden neben der Standard-Bomberausführung noch eine Verbindungsflugzeug-Variante (Hart Communications), tropentaugliche Varianten (Hart (India)) und (Hart (Special)) sowie eine Schulausführung mit Doppelsteuerung. Am ersten Flugzeug wurde auch mit anklappbaren Flächen für den Einsatz bei der Royal Navy sowie Schwimmern experimentiert. Die Serienausführungen erhielten den Namen Osprey.
Als 1936 die Hart von der Hind abgelöst wurde, wurde ein beträchtlicher Teil der Maschinen nach Südafrika geliefert. Andere gingen nach Estland (8) und Schweden. Jugoslawien hatte 1931 vier Hart im Dienst.

## Produktion
Die Hawker Hart wurde von vier Unternehmen (Hawkers in Kingston, Gloster in Hucclecote, Vickers in Weybridge und Armstrong Whitworth in Whitley Abbey) in Serie gebaut.
Abnahme der Hawker Hart durch die RAF:
| Hersteller | Version       | 1928 | 1929 | 1930 | 1931 | 1932 | 1933 | 1934 | 1935 | 1936 | 1937 | Summe |
| ---------- | ------------- | ---- | ---- | ---- | ---- | ---- | ---- | ---- | ---- | ---- | ---- | ----- |
| Hawker     | Mk.I          | 1    |      | 18   | 29   |      |      |      |      |      |      | 48    |
| Vickers    | Mk.I          |      |      |      |      | 52   | 65   |      |      |      |      | 117   |
| AW         | Mk.I          |      |      |      |      |      | 24   | 70   | 57   |      |      | 141   |
| Hawker     | Special       |      |      |      |      |      | 18   |      |      |      |      | 18    |
| Gloster    | Special       |      |      |      |      |      |      |      | 40   | 6    |      | 46    |
| Hawker     | India         |      |      |      | 25   | 25   |      | 2    |      |      | 5    | 57    |
| Hawker     | Communication |      |      |      |      |      |      | 1    | 1    |      |      | 2     |
| Hawker     | Trainer       |      |      |      |      | 1    | 13   | 21   | 20   |      |      | 55    |
| AW         | Trainer       |      |      |      |      |      |      |      | 122  | 181  |      | 303   |
| Vickers    | Trainer       |      |      |      |      |      |      | 47   |      | 114  |      | 161   |
| Summe      |               | 1    | 0    | 18   | 54   | 78   | 120  | 141  | 240  | 301  | 5    | 948   |

Die Hawker Hart wurde in Schweden von ASJA, CVM und Götaverken in Serie gebaut.
Abnahme der Hawker Hart durch die schwedische Luftwaffe:
| Hersteller | Version         | 1934 | 1935 | 1936 | 1937 | 1938 | 1939 | Summe |
| ---------- | --------------- | ---- | ---- | ---- | ---- | ---- | ---- | ----- |
| Hawker     | S 7, später B 4 | 3    |      |      |      |      |      | 3     |
| CVM        | B 4A            |      |      | 5    | 3    | 7    | 6    | 21    |
| Götaverken | B 4A            |      |      |      | 3    |      |      | 3     |
| ASJA       | B 4A            |      |      |      | 15   | 3    |      | 18    |
| Summe      |                 | 3    | 0    | 5    | 21   | 10   | 6    | 45    |

Als weitere Neubauflugzeuge wurden 1932 acht Hart nach Estland geliefert. Bei allen übrigen Export-Lieferungen handelt es sich um gebrauchte RAF-Flugzeuge. Somit wurden 1001 Hawker Hart in Großbritannien und Schweden produziert.

## Hawker Hart in Schweden

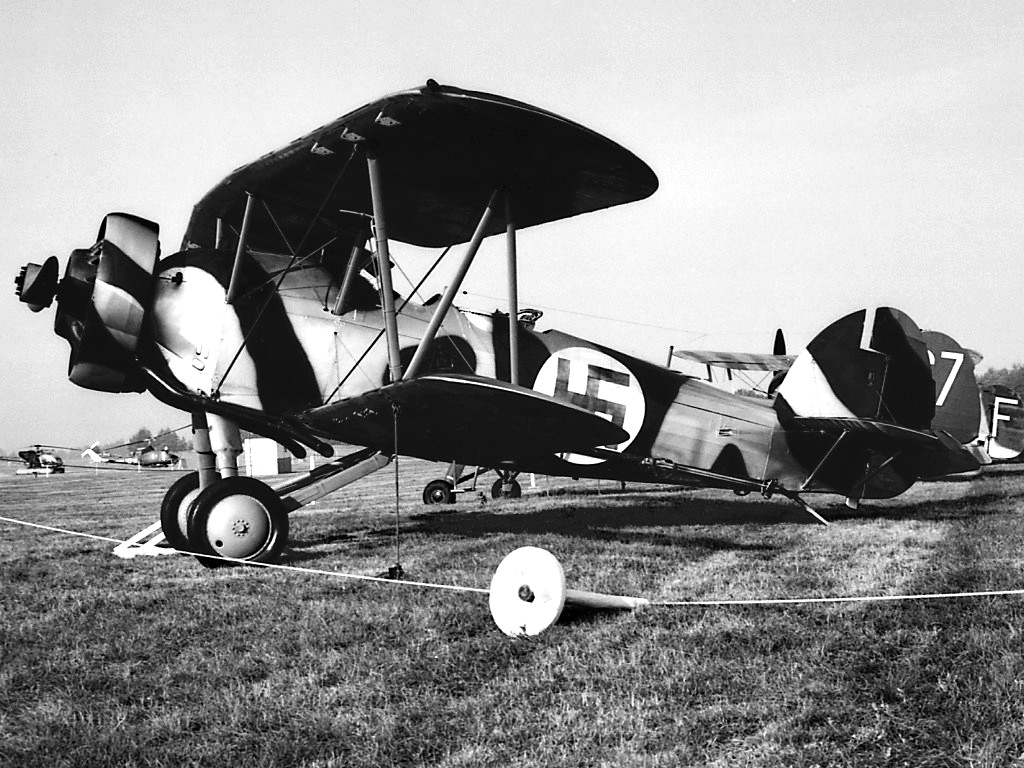
Schwedische B 4A des Flygvapenmuseum mit finnischen Abzeichen

1933 bestellten die schwedischen Luftstreitkräfte eine Probelieferung von drei Maschinen, die im Mai 1934 eintrafen und die Bezeichnung S 7 erhielten. Eine der Maschinen war mit Schwimmern ausgerüstet. Eingebaut waren 9-Zylinder-Sternmotoren Bristol Pegasus I M2. Die Lizenzfertigung wurde aufgenommen und 1936 kamen die ersten sieben in Schweden gefertigten Hart zur Auslieferung. Noch im selben Jahr wurde ein neuer Auftrag für 35 weitere Flugzeuge erteilt. Die Maschinen erwiesen sich bald als geeignet für den Einsatz als Sturzkampfbomber und erhielten deswegen 1937 eine neue Bezeichnung, wobei B 4 für die in Großbritannien und B 4A für die in Schweden gebauten Maschinen galt. Die Motoren, NOHAB Mercury VIIA, wurden von NOHAB ebenfalls in Lizenz gefertigt. Zwei Flugzeuge wurden mit leistungsstärkeren Bristol-Perseus-XI-Motoren ausgerüstet und erhielten die Bezeichnung B 4B. 1939 wurden die letzten Maschinen ausgeliefert.
Insgesamt wurden 45 schwedische Hart produziert. 21 lieferte die Luftwaffenfabrik Malmen, 18 ASJA in Linköping, drei Götaverken in Göteborg.
Vier Flugzeuge kamen im sowjetisch-finnischen Winterkrieg 1939/40 zum Einsatz. Drei davon wurden bereits zu Beginn der Kampfhandlungen zerstört, worauf am 16. Februar 1940 eine weitere Maschine entsandt wurde. Die restlichen Maschinen wurden größtenteils zwischen 1941 und 1944 ausgemustert, einige blieben jedoch bis 1947 als Schleppflugzeuge bei der Truppe.
Insgesamt wurden, einschließlich der Lizenzversionen, mehr als 1000 Hart mit unterschiedlichen Motoren gebaut.

## Technische Daten
| Kenngröße             | Hart RAF |
| --------------------- | --- |
| Länge                 | 8,94 m |
| Höhe                  | 3,17 m |
| Spannweite            | 11,35 m |
| Flügelfläche          | 32,33 m² |
| Leermasse             | 1148 kg |
| maximale Startmasse   | 2066 kg |
| Triebwerk             | ein 12-Zylinder-V-Motor Rolls-Royce Kestrel IB mit 239 kW (325 PS) oder ein 12-Zylinder-V-Motor Kestrel X(DR) mit 380 kW (517 PS) |
| Höchstgeschwindigkeit | 296 km/h in 1525 m Höhe |
| maximale Reichweite   | 756 km |
| Dienstgipfelhöhe      | 6510 m |
| Bewaffnung            | ein starres 7,7-mm-MG, ein hinteres bewegliches 7,7-mm-Lewis-MG                                                                   |
| Bombenlast            | 236 kg als Außenlast |
| Besatzung             | 2 |